# Bulgaarse parlementsverkiezingen 1990

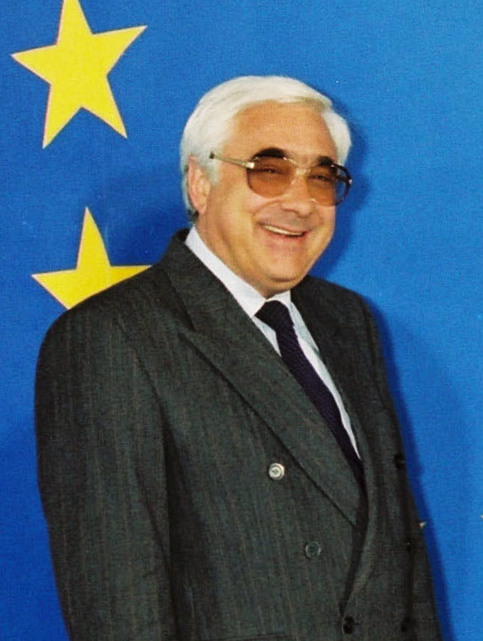
Andrej Loekanov (1938-1996) van de BSP werd na de verkiezingen premier.

De Bulgaarse verkiezingen voor de Constitutionele Vergadering van 1990 waren de eerste democratische verkiezingen in het land in 46 jaar. De verkiezingen vonden plaats op 10 juni; op 17 juni volgde een tweede ronde voor nog eens achttien zetels in de constituante. De verkiezingen werden met overmacht gewonnen door de voormalige communistische partij, nu de Bulgaarse Socialistische Partij (BSP), geheten. Met name op het platteland was in groten getale op de BSP gestemd. De BSP kreeg in totaal 211 van de 400 zetels. De partij die als tweede eindigde, de Unie van Democratische Krachten (SDS), kreeg 144 zetels. De SDS was in het najaar van 1989 opgericht als oppositiebeweging tegen het toenmalige communistische bewind en kende een hervormingsgezind profiel. De gekozen constituante kreeg tot taak het opstellen van een nieuwe grondwet voor het land ter vervanging van de communistische grondwet van 1971.

## Uitslag
| Partij                                | Stemmen   | %       | Zetels    |
| ------------------------------------- | --------- | ------- | --------- |
| Bulgaarse Socialistische Partij       |           | 47,2%   | 211 / 400 |
| Unie van Democratische Krachten       |           | 36,2%   | 144 / 400 |
| Beweging voor Rechten en Vrijheden    |           | 6,0%    | 23 / 400  |
| Bulgaarse Agrarische Nationale Unie   |           | 8,0%    | 16 / 400  |
| Patriottische Unie                    |           | -       | 2 / 400   |
| Patriottische Partij van de Arbeid    |           | 0,6%    | 1 / 400   |
| Bulgaarse Sociaaldemocratische Partij |           | -       | 1 / 400   |
| Andere partijen en kandidaten         |           | 2,0%    | 2 / 400   |
| Totaal                                |           | 100,00% | 400       |
|                                       |           |         |           |
| Geldige stemmen                       | 6.333.334 | 90,6%   |           |
| Blanco/ ongeldige stemmen             | 208.833   | -       |           |
| Totaal uitgebrachte stemmen           | 6.124.501 | -       |           |
| Geregistreerde kiezers/ opkomst       | 6.990.372 | 90,79%  |           |
| Bron: IPU , Uitslag                   |           |         |           |

## Nasleep
Na de verkiezingen vormde de BSP onder leiding van Andrej Loekanov een regering, die echter reeds in november 1990 ten val kwam. In augustus 1990 werd Zjeljoe Zjelev van de SDS gekozen tot president van Bulgarije. Hij volgde hiermee de laatste communistische president van het land, Petar Mladenov, op die zich in juli tot aftreden gedwongen zag.
Een nieuwe grondwet kwam op 2 juli 1991 gereed en drie maanden na het aanvaarden van de grondwet, op 13 oktober 1991, vonden er nieuwe parlementsverkiezingen plaats.